# Gun (surfplank)
Een gun is een surfplank voor het berijden van zeer grote golven. Een gun is minimaal 9 voet lang (ongeveer 3 meter) en heeft een scherpere boeg dan een longboard. Zowel de voor- als de achterkant van het bord is puntig. De meeste surfers bevinden zich nooit in omstandigheden waar een dergelijk bord echt noodzakelijk is. Ze worden gebruikt voor hoge golven die langzaam genoeg voortbewegen om peddelend in de golf te komen.
De naam is gebaseerd op het idee dat als je op echt grote golven gaat "jagen" je ook groot geschut mee moet nemen, de "big guns" in het Engels. Het type bord is bedacht in 1949 toen in Hawaï de surfer George Downing begon met het maken van lange houten surfboards om zeer grote golven mee te pakken. Hieruit ontwikkelde hij de eerste big-wave gun met verwijderbare fin.
Door sommigen wordt een korter bord met een gun-vorm (vanaf 6½ voet) een semi-gun genoemd.